# Isola Holl
L'isola Holl (in inglese Holl Island) è una piccola isola antartica facente parte dell'arcipelago Windmill.
Localizzata a una latitudine di 66° 24' sud e a una longitudine di 110°24' est, l'isola è lunga poco meno di 3 chilometri. La zona è stata mappata per la prima volta mediante ricognizione aerea durante l'operazione Highjump e l'operazione Windmill, negli anni 1947-1948. È stata intitolata dalla US-ACAN a Richard C. Holl del Navy Hydrographic Office che supervisionò la costruzione di osservatori astronomici sull'isola e nelle coste di Knox e della Regina Maria.